# 우리들의 블루스
《우리들의 블루스》는 2022년 4월 9일부터 2022년 6월 12일까지 방송되었던 tvN 토일 드라마였다.

## 기획의도
인생의 끝자락 혹은 절정, 시작에 서 있는 다양한 인물들의 인생 이야기를 담은 옴니버스 드라마
- 우리들의 블루스

이 드라마는 인생의 끝자락 혹은 절정,
시작에 서 있는 모든 삶에 대한 응원이다.
응원 받아야 할 삶이 따로 있는 것이 아니라,
오직 지금 이 순간 살아있다는 것만으로도
삶은 때론 축복 아닌 한없이 버거운 것임을 알기에,
작가는 그 삶 자체를 맘껏 '행복하라!' 응원하고 싶다.
하나뿐인 아들(동석)과
살가운 말 한마디 섞지 못하는
일흔 중반의 옥동,
가진 것이라곤 달랑 만물상 트럭 하나와 모난 성깔뿐인
마흔 초반 솔로인 동석과
남편은 물론 자식 셋을 먼저 보내고,
오래 산 게 분명한 죄라는 걸 증명하는 일흔 초반 춘희,
하루 이십 시간 생선 대가리를 치고 내장을 걷어내
평생 형제들 뒷바라지하고도 기껏 생색낸다는 말을 듣는
사십 후반의 싱글 은희,
이혼을 당하고 맨몸으로 고향 제주에 돌아온 선아,
가난한 집안에서 홀로 잘나 대학을 나왔지만
그래 봤자 월급쟁이 인생에,
골프선수 꿈꾸는 능력 좋은 딸이 있지만
뒷바라지에 허리가 휘고 다리가 꺾인 기러기 아빠 한수,
해녀로 물질하며 깡 좋아 먹고사는 것은 두려울 것 없지만
무슨 사연인지 누구와도 깊게 사귀려 하지 않는 영옥과
큰 욕심 없이 남들 다 서울로 갈 때도
고향 제주와 가족들 지키겠다며 선뜻 뱃꾼으로 남아
고작 욕심이라곤 사랑하는 여자와 제주 이 바닷가에서
단둘이 오손도손 소박한 신혼을 꿈꾼 게 전부인데
그마저도 쉽지 않은 정준에게도,
이 지긋지긋한 제주와 삼춘들(아저씨, 아줌마들이 제주 말로는 다 삼춘),
아버지에게서 벗어나 서울로 대학 가려다
덜컥 발목을 잡혀버린 영주와 현이에게도,
자식 잘못 키웠다 욕하는 남들은 그렇다 치자,
죽자 사자 키워 놓은 자식에게 마저도
'아버지가 해준 게 뭐 있냐? 이제부터 내 인생 간섭 마라!'
온갖 악담을 듣고 무너지는 아버지들 방호식과 정인권은 물론,
부모 형제 남편 자식에게까지 맘 적으로 버려지고
오갈 데 없어 죽고 싶은 맘으로
마지막 실오라기 라도 붙잡듯 찾아온 베프(미란의 입장에선) 은희에게
위로는커녕 상처를 받은 미란과
어느 날 아무 영문도 모르고 엄마와 아빠를 떠나
낯선 제주 할머니 집에 떨궈진 여섯 살 은기까지.
작가는 무너지지 마라, 끝나지 않았다,
살아있다, 행복하라, 응원하고 싶었다.
따뜻한 제주, 생동감 넘치는 제주 오일장,
차고 거친 바다를 배경으로
14명의 시고 달고 쓰고 떫은 인생 이야기를
옴니버스라는 압축된 포맷에 서정적이고도 애잔하게,
때론 신나고 시원하고 세련되게, 전하려 한다.
여러 편의 영화를 이어보는 것 같은 재미에, 뭉클한 감동까지,
욕심내본다.

## 제작진

### 극본
- 노희경 : MBC 창사 특집 드라마 《세상에서 가장 아름다운 이별》(집필), MBC 월화 드라마 《내가 사는 이유》(집필), KBS 2TV 월화 드라마 《거짓말》(집필), MBC 수목 드라마 《우리가 정말 사랑했을까》(집필), KBS 2TV 특집 드라마 《슬픈 유혹》(집필), KBS 2TV 월화 드라마 《바보같은 사랑》(집필), SBS 주말 드라마 《화려한 시절》(집필), KBS 2TV 월화 드라마 《고독》(집필), KBS 2TV 수목 드라마 《꽃보다 아름다워》(집필), KBS 2TV 창사 특집 드라마 《유행가가 되리》(집필), KBS 2TV 수목 드라마 《굿바이 솔로》(집필), MBC 특집 드라마 《기적》(집필), KBS 2TV 특집 드라마 《우리를 행복하게 하는 몇 가지 질문》(집필), KBS 2TV 월화 드라마 《그들이 사는 세상》(집필), KBS 2TV 《KBS 드라마 스페셜 - 빨강사탕》(집필), JTBC 월화 드라마 《빠담빠담… 그와 그녀의 심장박동소리》(집필), SBS 수목 드라마 《그 겨울, 바람이 분다》(집필), SBS 수목 드라마 《괜찮아, 사랑이야》(집필), tvN 금토 드라마 《디어 마이 프렌즈》(집필), tvN 특집 드라마 《세상에서 가장 아름다운 이별》(집필), tvN 토일 드라마 《라이브》(집필) 집필

### 연출
- 김규태 : KBS 2TV 수목 드라마 《컬러》(조연출), KBS 2TV 주말 드라마 《아씨》(조연출), KBS 2TV 월화 드라마 《순수》(조연출), KBS 2TV 주말 드라마 《종이학》(조연출), KBS 2TV 월화 드라마 《초대》(조연출), KBS 2TV 주말 드라마 《동양극장》(공동 조연출), KBS 1TV 일일 드라마 《노란 손수건》(공동 조연출), KBS 2TV 월화 드라마 《이 죽일놈의 사랑》(공동연출), KBS 2TV 월화 드라마 《그들이 사는 세상》(공동연출), KBS 2TV 수목 드라마 《아이리스》(공동연출), JTBC 월화 드라마 《빠담빠담… 그와 그녀의 심장박동소리》(연출), SBS 수목 드라마 《그 겨울, 바람이 분다》(연출), SBS 수목 드라마 《괜찮아, 사랑이야》(연출), SBS 월화 드라마 《달의 연인 - 보보경심 려》(연출), tvN 토일 드라마 《라이브》(연출) 연출
- 김양희 : 웹 드라마 《고결한 그대》(연출) 연출
- 이정묵 : tvN 토일 드라마 《미스터 션샤인》(기획), tvN 월화 드라마 《백일의 낭군님》(기획), tvN 토일 드라마 《알함브라 궁전의 추억》(기획), tvN 월화 드라마 《왕이 된 남자》(기획) 기획

## 등장인물

### 동석과 선아
- 류해준 / 이병헌 : 이동석 (10대 후반 / 40대 초반) 역 - 트럭 만물상

제주 태생, 엄마 집이 있지만 가지 않고, 트럭 하나에 의지해 야채며 살림살이 등을 되는대로 싣고 제주 인근 흩어진 섬들을 오가며 섬사람들에게 장사 해먹고, 잠도 트럭에서 잔다. 남들은 그를 두고 태생이 거친 놈이라 하지만, 모르는 소리, 그 역시 남들처럼 평화롭고 싶었고, 깔깔대고 웃고 싶었고 해맑게 장난치고 싶었고 행복하고 싶었다. 가난에 떠밀려 누나 동희가 해녀가 되어 열아홉 꽃다운 나이에 바다에서 죽지만 않았어도, 뱃꾼인 아버지가 파도에 휩쓸려 바다에서 죽자 엄마(옥동)가 기다렸다는 듯이 아버지 친구인 선주에게 재가만 하지 않았더라도, 자신을 그지새끼라고 부르는 이복형제들에게 허구헌날 죽게 맞지만 않았어도, 그리고 참 지켜주고 싶었던 첫사랑 그 기집애(선아)가 내 순정을 열일곱 그때, 서른둘 그때, 두 번씩이나 짓밟아 버리지만 않았어도.
...과연, 내가 지금 이 모양 이 꼴일까? (은희, 인권, 호식은 그가 선아 이후 두어명의 여자를 만났던 걸 아는지라, 이 말에 쉽게 수긍안하고, 핑계라 여기지만, 어쨌든, 그는 그리 생각한다.) 새 아버지의 집을 털어 서울에 왔으면, 잘돼야 했으련만, 그는 하는 일마다 안됐다. 섣불리 시작한 고물상도 망하고, 택시기사 면허를 사려다 사기 당하고. 다시 선아를 만나 상처받고, 그리고 다시 제주. 헌데, 날 처참하고도 초라하게 한번도 아니고 두 번씩이나 짓밟고 떠난 그 기집애가, 나보다 더 처참하고 초라한 모습으로 내 나와바리, 제주 앞바다에 다시 나타났다.
콱! 내가 당했듯 밟아줘 볼까?
- 김아송 / 신민아 : 민선아 (10대 중반 / 30대 후반) 역 - 주부

서울 태생, 말수 적고 차분하다. 태훈은 그녀의 웃음이 이뻐 반했다지만, 자신은 모르겠다. 어려선 웃음이 애교가 많았던 것도 같다. 엄마가 아무런 말 한마디 없이 자신을 버리기 전까지는. 일곱 살, 유치원을 마치고 나온 선아를 엄마가 다짜고짜 차에 태워 아빠에게 간다고 했다. 선아는 그렇게 엄마에게 버려졌다. 그러다 아버지 고향인 제주 삼촌네로 갔다. 재기할 사업자금을 달라는 아버지, 더는 줄 돈 없다는 큰삼촌은 매일 다퉜다.
선아는 집에 있을 수가 없었다. (그때 들락거린 오락실에서 동석을 만났다. 거칠지만 그래도 제법 착한 동네 오빠. 죽음이 뭔지도 모르면서 죽고 싶었던 시절 선아에게 동석은 작은 의지처였다.)제주를 떠나 서울에서, 회사 동기로 만난 태훈과 사 오년을 만났다 헤어졌다를 반복하다 결혼하고 아들(김 열, 5살)을 낳았지만, 종국엔 헤어졌다. 그녀는 미련 없었다. 근데, 태훈이 아이는 시어머니와 자신이 키우겠다고 했다.
나에겐 열이만이 전분데, 이제 난 어디로 가야 하지? 어떻게 살아야 하지?

### 옥동과 동석
- 김지성 / 김혜자 : 강옥동 (30대 중반 / 70 중반) 역 - 작은 밭에 이런저런 고추, 감자, 깨농사 등등을 지어서, 오일장에 내다 판다, 동석의 어머니.

남들이 벙어리라 할 만큼 말수 적고(혼자선 자주 구시렁대지만), 투박하고, 감정 없는 사람처럼 무뚝뚝하며, 동석에겐 살갑지도 그닥 순하지도 않다. 목포태생. 뱃일 하는 엄마아버지를 열 살 때 집에 화재가 나 잃고, 동생과 단 둘이 남의 집일이나 식당일을 하며 살다(동생은 목포서 살다, 몇 달 전 암으로 죽었다. 죽기 전 그렇게 언니 옥동을 찾았다는데, 글 모르고 길 모르는 옥동은 갈 엄두가 안났다. 그리고 부고를 들었다.), 동네 사람이 막일하는 동석 아버질 소개시켜줘 제주로 시집와 살다 태풍에 남편이 죽었다.
이후, 물이 무섭다는 딸년을(자신도 무서워, 그동안은 밭일만 했는데) 끌고 바다로 들어가 함께 해녀가 됐다. 먹고는 살아야 하니까. 근데, 이게 또 무슨 일, 딸년도 바다에서 목숨을 잃었다. 남편 죽인 바다는 안 무섭더니, 딸년 죽인 바다는 정이 떨어졌다. 어떻게 살지? 거친 동석이 저 새낀 어찌 키우지, 그때였다. 더는 삶에 자신이 없어진 건. 그래서 남편의 친구 박선주가 같이 살자는 말에 덥석 그러자 했다. 그와 산 단 건 첩이 된 단 거고, 그의 병든 아내 수발(거의 식물인간)을 해야 한단 거고, 남의 자식을 내 자식처럼 키워야 한단 거고, 동네에서 남편 친구와 붙어먹는단 소릴 들어야 한단 거였지만, 마다하지 않았다. 동석일 키울 수 있고, 다시 바다에 들어가지 않을 수 있으면 그것으로 됐다.
근데, 아들 동석이가 시비를 걸어온다. 제 인생이 엿 같고 지랄 같은 건 다 엄마 때문이라나. 옥동은 개의치 않았다.

### 한수와 은희
- 김재원 / 차승원 : 최한수 (10대 후반 / 40대 후반) 역 - 푸릉 은행지점장

어려선 가난이 싫어 욱하고 괜한 쌈질도 했지만, 다 지난일. 지금은 세상 누구보다 성실하다. 돈 아끼려 혼자 밥 해먹고 술 담배 안하고 집안 살림도 잘 하고 누가 봐도 선한 웃음에 포근하고 성실한 샐러리맨. 아내와 자식 사랑이 끔찍하다. 2남 3녀 중 장남. 아버지는 술주정뱅이로 그가 초등학교 때 막내가 두살 때 도랑에 빠져 돌아가시고, 엄마 혼자 남의 집 땅에 깨 농사를 지어 살림을 건사했다. 그는 공부를 잘해 서울로 유학을 갔다. 동생들은 그의 뒷바라지를 위해 허리 아픈 어머니 봉양을 위해 모두 고등학교만 졸업하고 육지의 공장으로 식당으로 일찍이 일자릴 찾아 나섰다. (큰 여동생만 제주에 남아 남편과 성실히 일해 말 농장을 하며 살고 있다.)
대학 일학년 때 미팅에서 만난 미진과 결혼해선 맞벌이를 해 학자금융자 결혼자금융자 받은 거 갚기에 허덕였고, 딸 보람이가 골프에 재능을 보이고부터는 더더욱이 사는게 팍팍했다. 그는 아내 미진과 딸을 골프 유학을 위해 해외로 보내고 기러기 아빠가 됐다. 미국에 간 보람이는 중학교 땐 승승장구 하더니, 고등학교 들어서서 성적이 곤두박질쳐 현재는 프로 2부에 있다. 포기하기엔 아깝고, 계속 가기엔 코칭비며, 체류비, 대회 경비며 돈이 너무 많이 드는데, 십년 전 집 살 때 퇴직금도 70프로 당겨 써 없고, 이년 전엔 서울에서 살던 아파트까지 팔았지만 그 돈마저 바닥이 나고 있다.
그 즈음 서울의 은행지점장에서 제주 고향 푸릉의 은행지점장 자리로 발령을 받았다. 자존심은 그만 퇴사하고 싶었지만 이 상황에 무슨 자존심, 퇴직은 가당찮다.
그는 고향으로 간다.
- 심달기 / 이정은 : 정은희 (10대 후반 / 40대 후반) 역 - 생선가게 운영

농사짓는 부모 밑에서 사남 일녀 중 장녀로 태어났다, 푸릉의 섭섭시장에서 가장 돈이 많은 장사꾼에 억척스럽고 성실하고 똑똑하고 흥도 많지만, 자수성가한 까닭에 세상에서 자신이 젤 잘났단 생각도 많다. (현재 제주시와 서귀포시, 푸릉에 생선가게를 운영, 그리고 이십대에 산 서귀포 땅에 건물이 올려지면서, 동네에서 준 갑부가 되었다.)아직도 싱글. 그녀의 삶은 늘 생선처럼 비리고, 생선 대가리 치는 것만큼 잔인했다. 고등학교 때 아버지가 갑자기 밭에서 뇌졸중으로 돌아가시고 늘 제 편에 서있던 어머니도 열사병으로 돌아가셨다.
고등학교 중퇴하고 시장에서 생선 장사 시작하며 동생들 대학 다 보냈다. 그러던 어느 날 한수가 제주에 나타났다. 잠시 잠깐 온 게 아니라 발령받아 온 것이다. 그것도 이혼을 준비하면서. 그렇다면 이제 여기서 제법 살겠군.
어쩌면 사랑도 가능할지도, 팍팍한 그녀 가슴에 촉촉한 설렘이 찾아왔다.

### 은희와 미란
- 연시우 / 엄정화 : 고미란 (10대 후반 / 40대 후반) 역 - 맛사지샵 운영

제주 푸릉 태생, 이쁘고 잘놀고, 천성이 낙천적이고, 당차고, 똑똑하고, 화끈하고, 유머러스에 장난기 많고, 아쌀하다. 미란은 어려서부터 모든 이들의 부러움의 대상이었다. 게다가 가난한 은희, 인권, 호식과도 격이 없이 지내는 정말 퍼펙트한 인성 좋은 멋진 친구. 유년시절은 찬란했지만 서울에서 삶이 녹록치 않았다. 세 번의 결혼과 이혼 그리고 지금은 혼자. 대학시절 만나 처음 결혼한 첫사랑은 변호사였는데, 사무장과 바람이 났다. 이후, 맛사지샵을 운영하다 친구소개로 사업하는 남자를 만나, 결혼해서 이삼 년 살았다. 근데 어느 날 집에 은행직원들이 와서, 차압딱지를 붙이는 게 아닌가? 이후 알게 된 진실, 미란이 모르게 미란의 명의로 빚진 것도 허다했다. 세 번째 결혼은 맛사지샵의 손님으로 온 외과의사였는데, 결혼해서 딱 일 년 살았다.
결혼은 그만하고 싶어, 따라다녀도 한사코 싫다 했는데 자살시도까지 하는 바람에 결혼했다. 근데, 남자가 애를 갖고 싶어 했다. 혼전에 그렇게 애만은 안된다고, 난 내 딸 지윤에게 해준 게 없어서, 씨 다른 형제만이라도 안 만들어주고 싶다고 사정사정했는데, 혼전엔 그러마 했던 남자는 결혼 후 맘이 변해, 끝없이 애를 요구했다. 그렇다면 안녕! 미란은 세 번째 남자와도 헤어졌다. 그리고, 헤어진 남자들은 현재 모두 웬수가 아닌 친구로 남았다. 살 부비고 산 남자들은 저마다 자신들이 미란의 베프라 우기지만 천만의 말씀이다. 그녀의 베픈 어려서도 지금도 오직 은희 하나다.
가난하면서도 늘 당당했던 아이, 버리고 싶을 만큼 징글징글한 가족의 생계를 모두 거뜬히 짊어진 아이, 자수성가해 주변을 돕는 아이, 내가 부르면 언제든 제주에서 서울로 한달음에 달려오는 아이, 이젠 늙어버린 나를 늘 이쁘다고 치켜세우며 소피 마르소를 닮았다고 하는 아이, 정은희. 힘들고 외롭고 서글플 때도 미란은 굵고 거침없는 은희 목소리만 들으면, '야, 기운내, 새끼야! 니 옆엔 내가 있잖아! 의리!', 그 소리만 들으면 다시 깔깔댈 힘이 났다.
그날도 그랬다. 이렇게 단단한 미란의 마음이 무너져 흘러내려버린 그날도, 여지없이 미란은 은희가 보고 싶었다. 그래서 제주로 향했다.

### 영옥과 정준
- 한지민 : 이영옥 (30대 후반) 역 - 애기해녀 1년차(하군)

남자들은 영옥이 가끔 쌈닭 같긴 해도 천성이 밝고 맑고 재밌고 귀엽고 무조건 사랑스럽다지만, 그건 사랑의 콩깍지가 씌인 탓. 자신의 험한 꼬라질 보지 못한 까닭인 걸 영옥은 명명백백 알고 있다. 남들 앞에선 온갖 밝은 척 착한 척 내숭 떨지만, 저 깊은 속내는 음흉하고 야멸차고 이중적인, 저만 아는 이기적인 못된 기집애. 부모님은 착하지만 일찍 죽어버렸고 이모네 식구들 집에 얹혀살다, 18살까지는 보육원에서 지내게 된다. 놀리는 애들과 영옥은 매일 싸우다시피 했다. 지긋지긋한 싸움이었다.
영옥은 일거릴 찾아 인천 시계공장으로, 다시 강원도 카페로, 옷 가게로 그리고 현재는 제주로 내려와 해녀 학교를 나와 애기 해녀가 되었다. (밤엔 실내포장마차를 한다.)그리고, 해녀 배를 모는 선장인 정준과 썸을 타는 중. 그냥 지금처럼 이렇게 가볍고 경쾌하게 심각하지 않고 쿨하게 아슬아슬 하고도 짜릿하게 동네사람들 눈 피해 잠자리나 하면서 깔깔대고 즐겁게 지내면 될 걸.
왜 정준은 이렇게 진지한 건지, 왜 내 속을 뒤집는 건지.
- 김우빈 : 박정준 (33세) 역 - 선장

천성이 맑고 따뜻하고, 그렇다고 능력이 없는 것도 아니고, 하는 일마다 열심히고 성실해 누구에게나 신뢰가 높다. 건강하게 농사짓는 아버지 어머니(정준이 사는 항구와 떨어진 윗동네에서 기준과 함께 산다.)가 계시고, 자신과 함께 뱃일 하고 잡일하는 동생 기준이 있다. 제주 사람 대부분이 그렇듯 서너 개의 직업을 동시다발적으로, 다시 말해 돈 되는 일은 다 한다. 물질하는 해녀들을 바다와 육지로 데려가고 데려오며 뱃삯을 받고, 바다 나가 낚시를 해서 인근 횟집에 활어나 선어를 대고, 은희 생선 가게의 경매를 돕고, 함께 오일장에서 일당을 받고 생선을 팔기도 한다. 버려진 버스를 리모델링 해 이쁘게 카페처럼 꾸며 바닷가에 살 만큼 낭만도 있다. 배 살 때 빌린 은행대출을 갚고, 다시 대출받아 바닷가 근처에 18평짜리 아파트도 살 계획이다.
정준은 영옥이 첫눈에 맘에 들었다. 육지 처녀가 물질한다고 하는 것도 이쁜데, 털털하고 어른들 하고 잘 놀고, 물질도 욕심껏 성실히 잘 하는데다 자신에게 눈웃음을 치며 '헤이 선장' 하고 부를 땐 애간장이 닳았다. 그녀만 보면 기분이 좋아져 자신도 모르게 입 꼬리가 올라가니, 조만간 영옥에게 나 어떠냐 사귀자 하려는데 동생 기준 왈, 영옥이 좀 헤퍼 보인단다. 강릉에서 온 배선장과 뻑 하면 제주시로 놀러를 다닌다나?
해녀 할망들 사이에선 영옥이 거짓말을 한다고 하고, 그것도 모자라 영옥에게 시시때때로 걸려오는 전화.. 이건 뭐지 싶다.

### 춘희와 은기
- 고두심 : 현춘희 (70대 초반) 역 - 상군 해녀

말수 적고, 일을 하는 것도 사람을 대하는 것도 까탈스럽지 않고 그저 무던하다, 어려선 명랑하단 소리를 듣기도 했지만, 세파가 그녀를 그리 말없이 덤덤히 큰 어른으로 만들었다. 집이 좀 살았으면 양장 같은 기술이라도 배웠겠지만 형편 안 되는 집에서 태어나 열 셋에 보말 주우면서 시작한 물질이 벌써 60년, 지금은 먼 바다까지 나가는 해녀 중에 해녀, 상군 해녀다. 그러나 물질로 돈 버는 것도 다 옛말, 요즘 바다엔 물건도 많이 없고, 양식도 많아 돈이 안된다. 서운하지 않다. 그리 잡아 먹으니 없을 만도 하다 받아들인다.
생계를 위해서도 있지만 시간 죽이는데 노동 만큼 좋은 게 없어서, 옥동과 여기저기 밭에 날품을 팔러 다니기도 하고, 은희 가게에서 생선다듬기를 하기도 하고, 그것을 오일장에 내다 팔기도 한다. 가난한 집에 열여덟에 시집와 억척스럽게 살며 아들 넷을 낳았지만, 현재는 마흔에 얻은 늦둥이 막내 만수만 남았다. 결혼 후 십 년 만에 얻은 귀한 쌍둥이 아들들은 태어나자 두 어 번 울고는 이유도 알 수 없이 죽고, 둘째, 아니 셋째는 (은희, 인권, 호식의 동창)스물이 되기 전에 술 먹고 고랑에 빠져 죽었다. 그리고 셋째가 가버린 그해, 덜컥 남편이 폐병으로 죽었다. 인생 참 뜻대로 되지 않았다.
말도 없이 결혼해 살던 만수가 오년 전, 손녀 은기를 낳아 들고는 밝은 얼굴로 찾아왔다. 순하고 밝고 이쁜 며느리, 해선은 열흘에 한번씩 꼭꼭 전화를 해왔고, 욕심 없는 그녀는 이게 행복이구나 싶다.
그런데 아들과 며느리가 일이 바쁘다며 잠시 맡겨두고 간 은기 이 놈, 하루만 맡아봐도 너무 힘들다. 얌전하긴 개뿔.
- 기소유 : 손은기 (6세) 역 - 춘희의 손녀, 유치원생. 만수와 해선의 딸.

### 인권과 호식
- 박지환[1] : 정인권 (40대 후반) 역 - 오일장 순대국밥집 운영, 현의 아버지.
- 최영준 : 방호식 (40대 후반) 역 (아역 강이석) - 얼음가게 운영, 영주의 아버지.

### 영주와 현
- 노윤서 : 방영주 (18세) 역 - 고등학생, 호식의 딸. 제주 태생.
- 배현성 : 정현 (18세) 역 - 고등학생, 인권의 아들. 제주 태생.

### 주변 인물
- 정성일 : 김태훈 역 - 선아의 남편, 슬하에 아들이(김열) 있다.
- 김하언 : 김열 역 - 태훈과 선아의 아들
- 백승도 : 박기준 역 - 정준의 동생
- 박정언 : 학원 선생 역
- 김광규 : 김명보 역 - SS은행 제주 푸릉점 팀장, 한수와는 동창
- 조혜정 : 달이 역 - 해녀, 영옥과 함께 밤에는 실내 포장마차를 운영하고 있다.
- 이소별 : 별이 역 - 달이의 동생, 청각 장애인
- 미상 : 최한숙 역 - 한수의 큰 여동생, 제주도에서 남편과 농장을 운영하고 있다.
- 윤병희 : 배선장 역 - 서해 강릉 출신, 영옥에게 지속적으로 치근대기 바쁘다.
- 박지아 : 박혜자 역 - 상군 해녀, 유독 외지에서 온 영옥을 못마땅해 한다.
- 박혜나 : 미진 역 - 한수의 아내
- 미상 : 최보람 역 - 한수의 딸, 입스로 골프를 그만두고 한국에 돌아온다.
- 미상 : 형식 역 - 한수의 동창
- 박성연 : 선아와 태훈의 양육권 분쟁의 중재를 맡은 이혼조사관 역
- 미상 : 지윤 역 - 미란과 그녀의 첫째 남편 사이에서 낳은 딸
- 조아라 : 인정 역 - 명보의 아내, 최근 의부증 때문에 골머리를 썩고 있다.
- 정은혜 : 이영희 역 - 영옥의 쌍둥이 자매, 다운증후군
- 양희경 : 장 선생님 역 - 영희가 지내고 있는 시설의 원장
- 김정환 : 손만수 역 - 춘희의 막내아들, 해선의 남편이자 은기의 아빠
- 민지아 : 오해선 역 - 만수의 아내이자 은기의 엄마
- 최병모 : 김종우 역 - 동석의 의붓형
- 최승경 : 김종철 역 - 동석의 의붓형
- 정예녹 : 홍선미 역 - 영주와 같은 반 친구

### 특별출연
- 김민 : 재구 역

## 시청률
최저 시청률과 최고 시청률은 시청률 조사회사와 지역별로 시청률에 차이가 있을 수 있습니다.
| 시즌 | 시즌 | 에피소드 번호 | 에피소드 번호 | 에피소드 번호 | 에피소드 번호 | 에피소드 번호 | 에피소드 번호 | 에피소드 번호 | 에피소드 번호 | 에피소드 번호 | 에피소드 번호 | 에피소드 번호 | 에피소드 번호 | 에피소드 번호 | 에피소드 번호 | 에피소드 번호 | 에피소드 번호 | 에피소드 번호 | 에피소드 번호 | 에피소드 번호 | 에피소드 번호 | 평균  |
| 시즌 | 시즌 | 1             | 2             | 3             | 4             | 5             | 6             | 7             | 8             | 9             | 10            | 11            | 12            | 13            | 14            | 15            | 16            | 17            | 18            | 19            | 20            | 평균  |
| ---- | ---- | ------------- | ------------- | ------------- | ------------- | ------------- | ------------- | ------------- | ------------- | ------------- | ------------- | ------------- | ------------- | ------------- | ------------- | ------------- | ------------- | ------------- | ------------- | ------------- | ------------- | ----- |
|      | 1    | 1.845         | 2.026         | 1.966         | 2.215         | 1.724         | 1.909         | 1.924         | 2.334         | 2.088         | 2.612         | 2.473         | 2.413         | 2.270         | 2.598         | 2.274         | 2.667         | 2.416         | 2.852         | 2.899         | 3.419         | 2.346 |

| 2022년 | 2022년   | 2022년                         | 2022년         | 2022년       |
| 회차   | 방송일   | 부제                           | AGB 시청률     | AGB 시청률   |
| 회차   | 방송일   | 부제                           | 대한민국(전국) | 수도권(서울) |
| ------ | -------- | ------------------------------ | -------------- | ------------ |
| 제1회  | 4월 9일  | 한수와 은희 1                  | 7.324%         | 8.107%       |
| 제2회  | 4월 10일 | 한수와 은희 2                  | 8.736%         | 10.189%      |
| 제3회  | 4월 16일 | 한수와 은희 3                  | 7.897%         | 9.022%       |
| 제4회  | 4월 17일 | 영옥과 정준                    | 9.182%         | 10.064%      |
| 제5회  | 4월 23일 | 영주와 현                      | 7.126%         | 7.233%       |
| 제6회  | 4월 24일 | 동석과 선아                    | 7.722%         | 7.870%       |
| 제7회  | 4월 30일 | 인권과 호식 1                  | 7.913%         | 8.721%       |
| 제8회  | 5월 1일  | 인권과 호식 2                  | 9.559%         | 10.329%      |
| 제9회  | 5월 7일  | 동석과 선아 1                  | 8.810%         | 9.303%       |
| 제10회 | 5월 8일  | 동석과 선아 2                  | 11.242%        | 12.119%      |
| 제11회 | 5월 14일 | 동석과 선아 그리고 영옥과 정준 | 10.397%        | 10.725%      |
| 제12회 | 5월 15일 | 미란과 은희 1                  | 10.796%        | 11.112%      |
| 제13회 | 5월 21일 | 미란과 은희 2                  | 10.047%        | 10.742%      |
| 제14회 | 5월 22일 | 영옥과 정준 그리고 영희 1      | 10.949%        | 11.266%      |
| 제15회 | 5월 28일 | 영옥과 정준 그리고 영희 2      | 10.065%        | 10.618%      |
| 제16회 | 5월 29일 | 춘희와 은기 1                  | 11.843%        | 12.648%      |
| 제17회 | 6월 4일  | 춘희와 은기 2                  | 10.163%        | 10.304%      |
| 제18회 | 6월 5일  | 옥동과 동석 1                  | 12.541%        | 13.198%      |
| 제19회 | 6월 11일 | 옥동과 동석 2                  | 12.149%        | 13.171%      |
| 제20회 | 6월 12일 | 옥동과 동석 3 (최종회)         | 14.597%        | 15.719%      |

## 같이 보기
- 대한민국의 텔레비전 드라마 목록 (ㅂ)
- 2022년 대한민국의 텔레비전 드라마 목록

## 수상 목록
- 2022년 에이판 스타 어워즈 미니시리즈부문 여자 최우수 연기상 (신민아)
- 2022년 에이판 스타 어워즈 남자 연기상 (윤병희)

## 참고사항
- 이병헌과 신민아는 2005년에 개봉한 영화 《달콤한 인생》 이후 17년만에 재회한다.
- 이병헌과 한지민은 2016년에 개봉한 영화 《밀정》 이후로 6년만에 재회한다.
- 김규태 PD와 노희경 작가는 《그들이 사는 세상》, 《빠담빠담… 그와 그녀의 심장박동소리》, 《그 겨울, 바람이 분다》, 《괜찮아, 사랑이야》, 《라이브》에 이어서 여섯번째로 다시 한번 더 의기투합한다.
- 김규태 PD와 이병헌은 2009년에 방송된 KBS2 수목미니시리즈 《아이리스》 이후 13년만에 다시 한번 더 재회한다.
- 한지민, 김혜자, 이정은은 2019년에 방송된 JTBC 월화드라마 《눈이 부시게》 이후 3년만에 다시 재회하는데 이들 중 김혜자는 해당 작품을 통해[3] 안방극장에 돌아왔다.
- 박지환과 윤병희는 2022년에 개봉한 천만영화 《범죄도시 2》 이후로 1년만에 복귀하게 되는 작품이다.
- 고두심과 김혜자는 2016년에 방송된 tvN 금토드라마 《디어 마이 프렌즈》 이후로 세번째로 호흡을 맞추는 계기가 되었다.
- 이병헌과 강이석은 2018년에 방송된 tvN 주말드라마 《미스터 션샤인》 이후에 다시 한 번 재회한다.
- 넷플릭스와 독점 계약으로 북미와 유럽, 일본 등 동아시아 국가를 비롯한 전 세계 80여개 국에서 동시 방영한 바 있다.
- 정인권 역에는 성동일, 방호식 역에는 유해진이 물망에 올랐으나[4] 불발됐다.

## OST 및 삽입곡
다음은 오리지널 사운드트랙(OST) 싱글 앨범에 포함된 곡들이며, 정렬기준은 출시 순입니다.
Part 1:| 김연지| Wnisky on the rock|4.10
Part 2:|헤이즈|마지막 너의 인사|4.16
Part 3:|10cm|봄 to 러브|4.23
Part 4:|방탄소년단지민X하성운|with you|4.24
Part:5 |다비치| 기억해줘요 5.7|
Part 6:|태연| 내 곁에 5.8|
Part 7:|멜로망스|Happy song |5.14
Part 8 :|스테이씨| star |5.15
삽입곡
|임영웅| 우리들의 블루스
- 임영웅의 첫 정규 앨범의 선공개 수록곡이다.
- OST는 아니지만 본 드라마의 3회에 삽입되면서 최초로 공개되었고, 마지막 에피소드 [옥동과 동석] 회차에 삽입되어 오랜 기간 쌓인 앙금을 털어내고 마음으로 화해하는 두 모자의 애절한 연기가 안방을 눈물바다로 만드는 중요한 장면의 배경음악으로 사용되었다.